# National Film Award de la meilleure actrice dans un second rôle
Le National Film Award de la meilleure actrice dans un second rôle est l'une des catégories des National Film Awards présentées annuellement par la Direction des festivals de films (DFF), l'organisation créée par le ministère de l'Information et de la Radiodiffusion (en) en Inde. C'est l'un des nombreux prix décernés pour les longs métrages, attribué avec le Silver Lotus (Rajat Kamal). Depuis 1984, le prix est décerné par un jury national désigné chaque année par le DFF à une actrice pour la meilleure performance dans un second rôle au sein du cinéma indien,. Il est remis par le président de l'Inde lors d'une cérémonie qui se tient à New Delhi.
La lauréate reçoit un certificat Rajat Kamal (en français : Lotus d'argent) et un prix en espèces de 50 000 ₹, soit environ 780 $. En comptant les ex æquo et les lauréates récurrentes, le DFF a décerné au total 39 prix de la meilleure actrice dans un second rôle à 35 actrices différentes. Bien que le cinéma indien produise des films dans plus de 20 langues, les performances des films qui ont été primés sont de dix langues : Hindi (17 prix), Malayalam (7 prix), Bengali (4 prix), Tamoul (3 prix), Anglais (2 prix), Meitei (1 prix), Marathi (1 prix), Ourdou (1 prix) et Haryanvi (1 prix). 
La première lauréate est Rohini Hattangadi, qui a été récompensée lors de la 32e cérémonie des National Film Awards (en), pour sa performance dans le film hindi Party (en) (1984). En 2019, Surekha Sikri en est à sa troisième récompense pour ses films hindi - Tamas (en) (1987), Mammo (en) (1994) et Badhaai Ho (en) (2018). L'actrice K. P. A. C. Lalitha (en) a remporté le prix à deux reprises pour son travail dans les films malayalam Amaram (en) (1990) et Shantham (en) (2000). L'actrice égyptienne Aida El-Kashef (en), qui a été récompensée lors de la 61e cérémonie des National Film Awards (en), pour sa performance dans le film anglo-hindi Ship of Theseus (en) (2013), est la seule actrice non-indienne à remporter ce prix. Urvasi (en) et Kalpana (en) sont les seules sœurs à recevoir cet honneur. Sharmila Tagore, Konkona Sen Sharma et Kangana Ranaut sont les trois actrices à avoir reçu des distinctions dans les deux catégories d'interprétation : Meilleure actrice et Meilleur second rôle féminin. La lauréate la plus récente est Pallavi Joshi, qui a été récompensée lors de la 67e édition des National Film Awards pour sa performance dans le film hindi The Tashkent Files (en) (2019).